# Didymodon oeneus
Didymodon oeneus là một loài Rêu trong họ Pottiaceae. Loài này được (Müll. Hal. & Kindb.) Renauld & Cardot mô tả khoa học đầu tiên năm 1892.